# José Leyver Ojeda
José Leyver Ojeda Blas (ur. 12 listopada 1985 w Coatzacoalcos) – meksykański lekkoatleta, chodziarz.
Urodził się 12 listopada 1985 roku w Coatzacoalcos w stanie Veracruz. Jest żołnierzem i trenuje w klubie wojskowym. Jego trenerami są: Juan Hernandez i Graciela Mendoza (2020). W 2020 roku reprezentował Meksyk podczas Letnich Igrzyskach Olimpijskich rozgrywanych w Tokio i Sapporo. Występując w chodzie na 50 km mężczyzn zajął 15. miejsce z wynikiem 3:56:53.